# Американська кухня

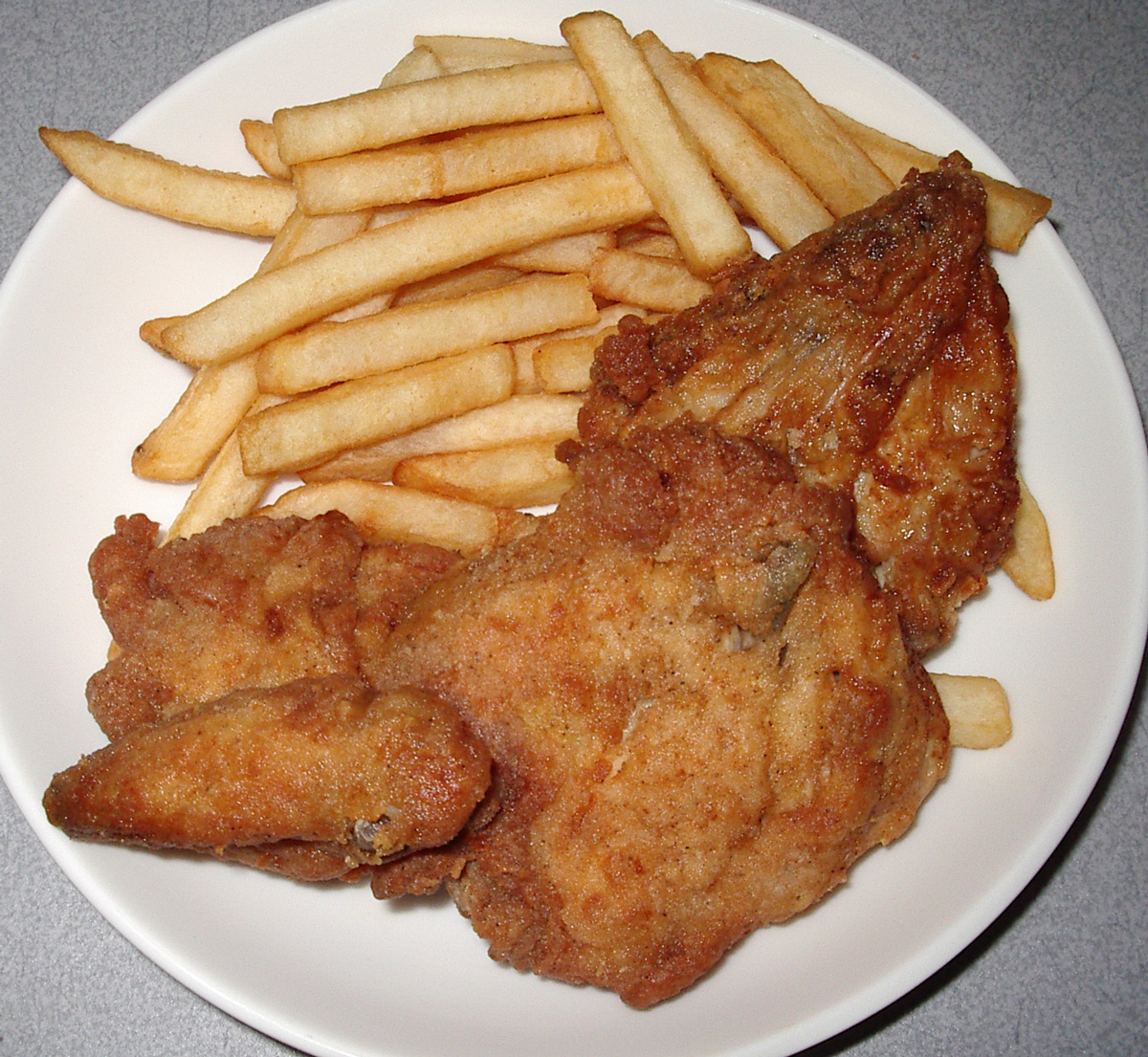
Смажена курка з французькою картоплею

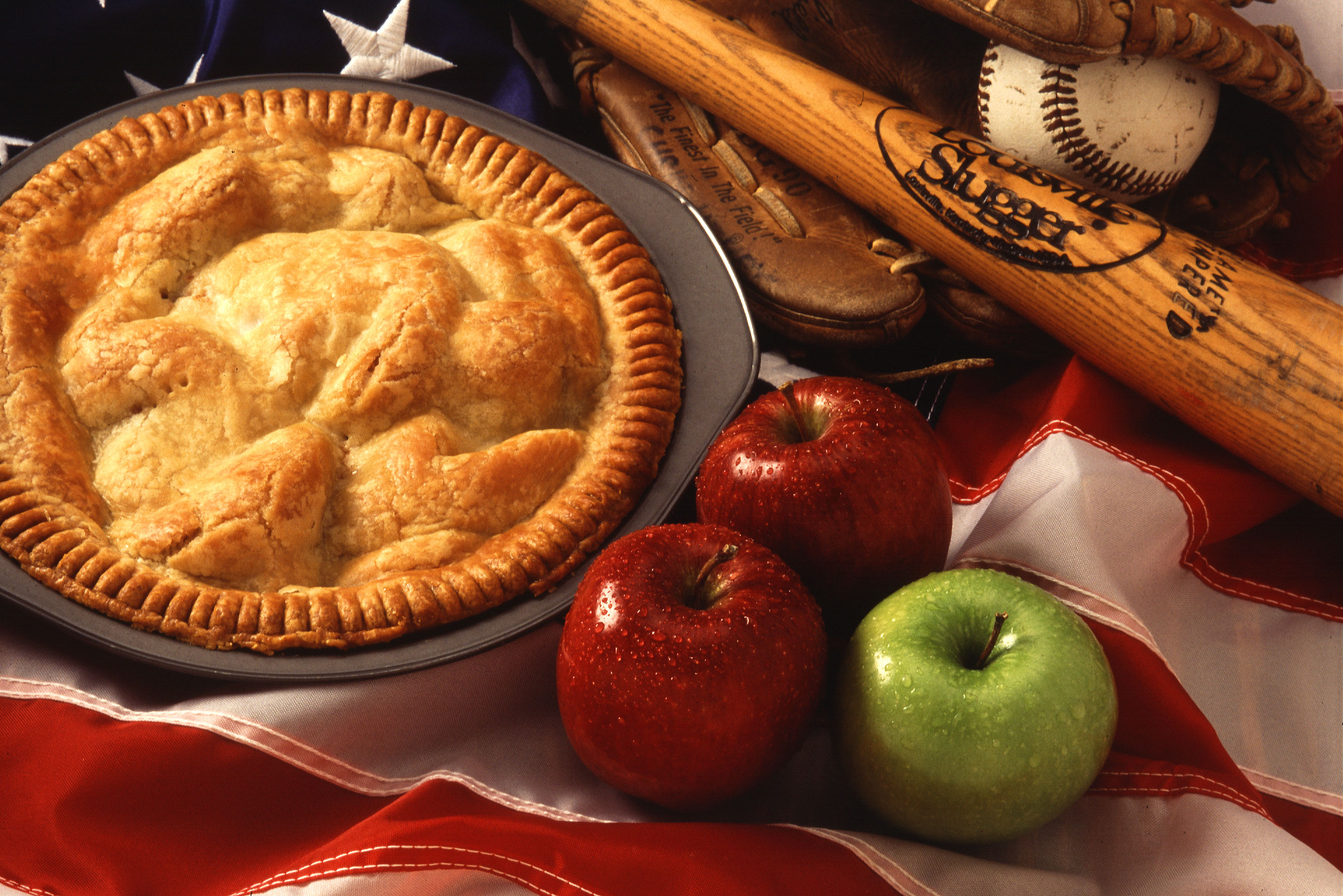
Яблучний пиріг

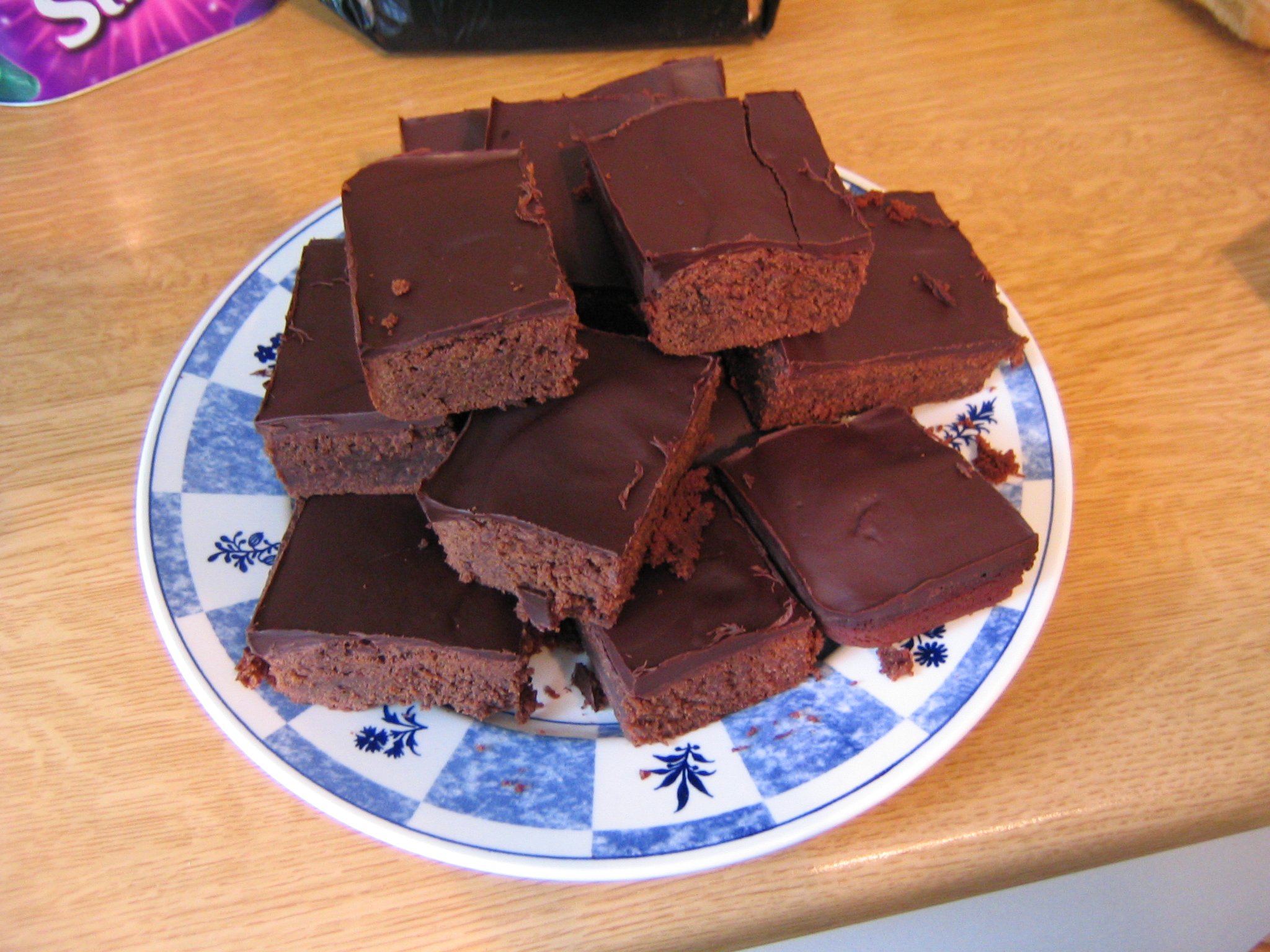
Брауні

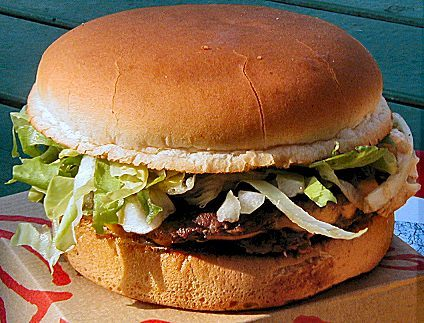
Гамбургер

Америка́нська ку́хня, тобто Кухня США — найповніше відбиває менталітет всієї американської нації та характеризується раціоналістичністю, стандартизованістю й масовістю. У раціоналістичній американській кухні основними продуктами стали консерви, пресерви, ковбасні вироби, бутерброди та готові напої, найчастіше холодні: віскі, пиво, коктейлі, соки.

## Загальна характеристика
Лише деякі гарячі страви швидкого приготування, зручні для стандартизації порцій і цін, допускалися в цю кухню: стейки, бургери, сосиски, яєшня, кава. Чай, що вимагає особливих умов заварювання, уже ставав неможливим у цьому «потоці», тому що він неминуче втрачав якість, і від нього легше було відмовитися. Усякі відхилення від стандарту також безжалісно виганялися з раціоналістичної кухні.
Однак, ці тверді правила пом'якшувалися, тим, що в США паралельно зберігалися і культивувалися ті національні кухні, що у своєму репертуарі мали страви, здатні стати стандартними та конкурувати за ціною зі стравами раціоналістичної кухні.
Такими кухнями були:
- італійська зі своїми знаменитими — піцою, полентою, макаронними стравами (спагеті, макарони, вермішель, равіолі й ін.),
- китайська і японська:
  - по-перше, з незамінним для них рисом, смак якого можна всіляко змінювати за допомогою різних приправ та прянощів;
  - по-друге, традиційним типом приготування ряду гарячих страв, особливо супів у китайській кухні (швидка комбінація заздалегідь відварених м'яса, птиці, риби, овочів з гарячим м'ясним, курячим, рибним чи овочевим бульйоном);
  - по-третє, зі стравами, близькими за характером консервованим (качині мариновані яйця, трепанги, кальмари, соєві пасти, морська капуста й ін.);
  - по-четверте, з добре стандартизованою японською гарячою рибною стравою — темпурою.

Улюблені страви американців — овочеві та фруктові салати (жоден сніданок, обід, вечеря не обходиться без них), м'ясо і птиця з овочевим гарніром, фруктові десерти.
Великою популярністю користується зелений салат, що подається нарізаним великими шматками, у натуральному вигляді, і вже на столі приправляється різними спеціями. В Америці взагалі в багатьох ресторанах та кафе вартість салату з овочів включена в ціну основної страви, і він слугує обов'язковим додатком до сніданку чи обіду, точно так само, як склянка води з льодом.
В асортименті рибних холодних страв і закусок немає заливної чи копченої риби, рибних консервів, рідко трапляються рибні делікатеси.
З перших страв американці надають перевагу супам-пюре, бульйонам або фруктовим супам.
Як другі страви споживають в основному яловичина, нежирна свинина, кури, індички. Усі м'ясні страви готуються негострими, спеції й соуси кожен кладе на свій смак вже на столі. Улюблені національні страви — ростбіф із кров'ю та стейк.
Для гарнірів використовуються тільки овочі (тушковані стручкові боби й квасоля, зелений горошок, кукурудза з вершками, спаржа, кольорова капуста тощо) й картопля (відварна, смажена, тушкована).
Крупи, макаронні вироби американці не люблять. Не їдять вони та тушковану капусту. Американці мало споживають хліба, зокрема білого, а також борошняних виробів, круп'яних і борошняних гарнірів, жирів. Дуже екзотичною є суто американська страва — бекон у шоколаді.
Досить широко в американській кухні представлені всілякі десертні страви та кондитерські вироби: тістечка, пироги, печиво, пудинги; фруктові соки та свіжі фрукти, цитрусові; компоти зі свіжих фруктів, з апельсинів; збиті вершки тощо.

## Напої
Після десерту американці люблять випити чашку кави, рідше — чай. Як мало популярні в Америці перші страви, настільки багато вживають різних напоїв. Дуже поширені кока-кола, пепсі-кола, імбирне пиво, кава, холодний несолодкий чай з лимоном і льодом, нарешті, традиційним став звичай пити воду з льодом перед їжею.

## Типові страви та продукти
- Американський сир — молочний продукт, який виробляється з сичужних сирів, сирів для плавлення, сиру, масла та інших молочних продуктів з додаванням спецій і наповнювачів шляхом плавлення сирної маси (при температурі 75-95  °C.) — зроблений з суміші сирів, найчастіше колбі та чедеру.
- Арахісова паста Томатний суп-пюре і тост з американським сиром

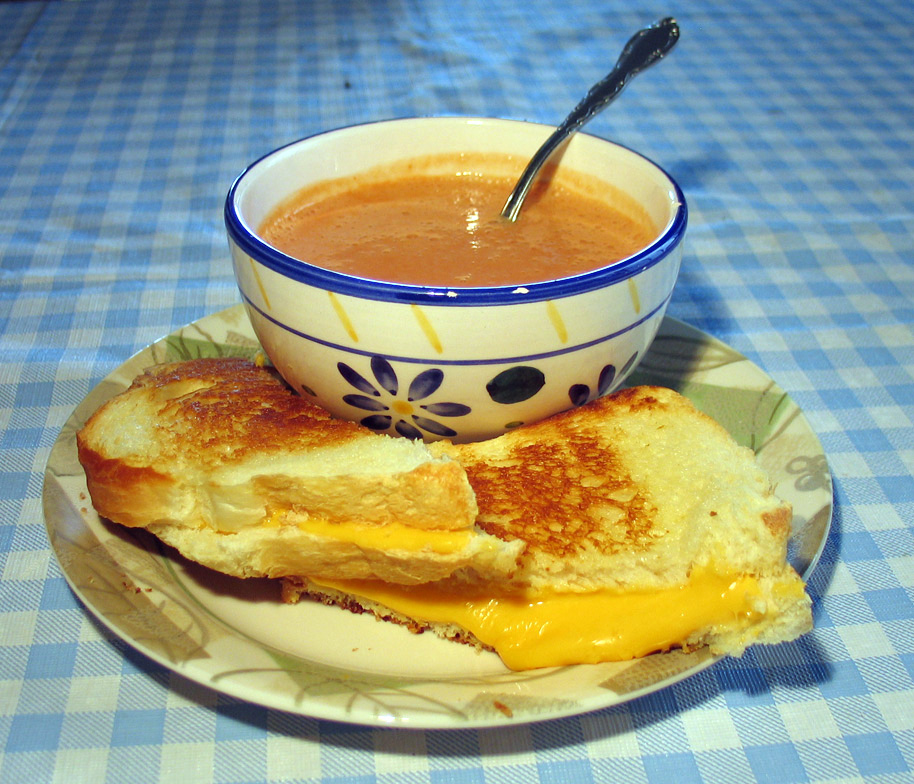
Томатний суп-пюре і тост з американським сиром

- Клем-чаудер (суп з морепродуктів, найчастіше з дрібних молюсків)
- Чилі кон карне — гостра м'ясна страва з додаванням перцю чилі
- Джамбалайя — страва з рису, м'яса та овочів
- Тако
- Бейгл
- Барбекю
- Біфштекс
- Гамбургер
- Смажена курка
- Стейк
- Гумбо
- Картопля фрі (Французька картопля)
- Картопляне пюре
- Банановий хліб
- Шинка
- Сандвічі
- Корн-дог
- Кукурудзяний хліб
- Корн-чаудер — молочний суп-пюре з кукурудзи
- Кукурудзяні пластівці
- Вальдорфський салат
- Салат «Цезар»
- Соус «Табаско»
- Соус «Тисяча островів»
- Турдакен

солодке
- Пекановий пиріг
- Гарбузовий пиріг
- Яблучний пиріг
- Брауні — шоколадне тістечко
- Chocolate Chip Cookies — печиво зі шматочками шоколаду
- Пончики
- Мафін — невеликий кекс
- Банановий спліт
- Чизкейк
- Маршмелоу
- Кленовий сироп
- Попкорн

напої
- Кока-кола

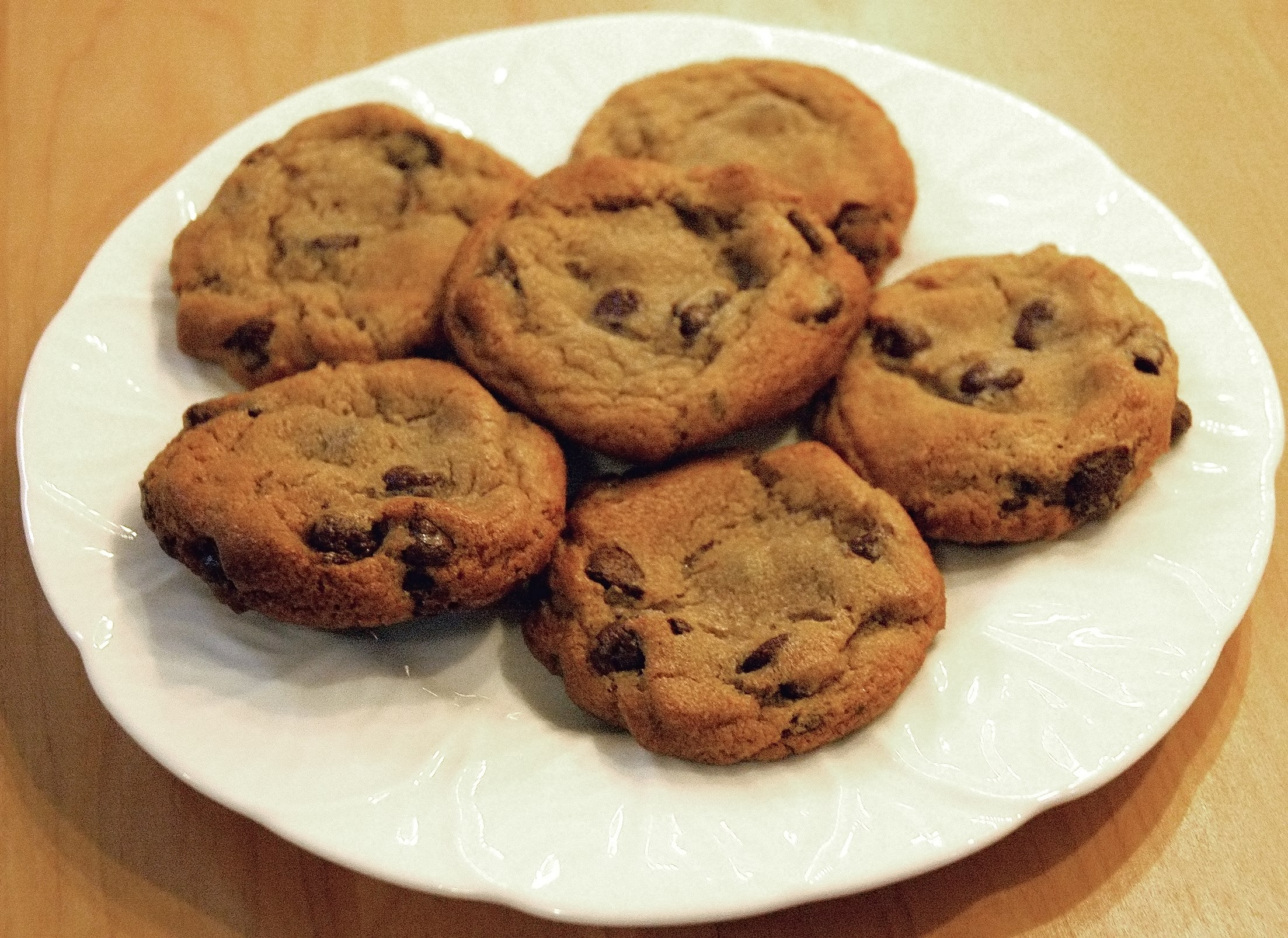
Печиво з шоколадом
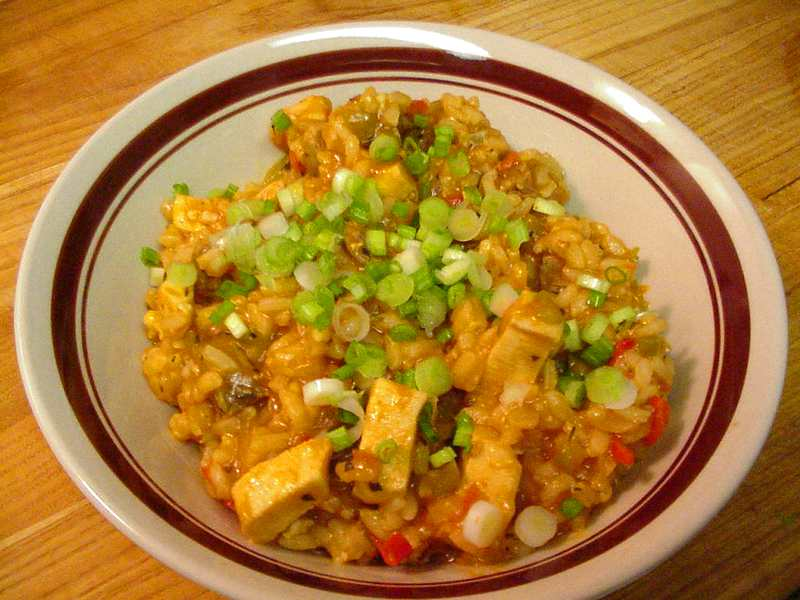
Джамбалайя
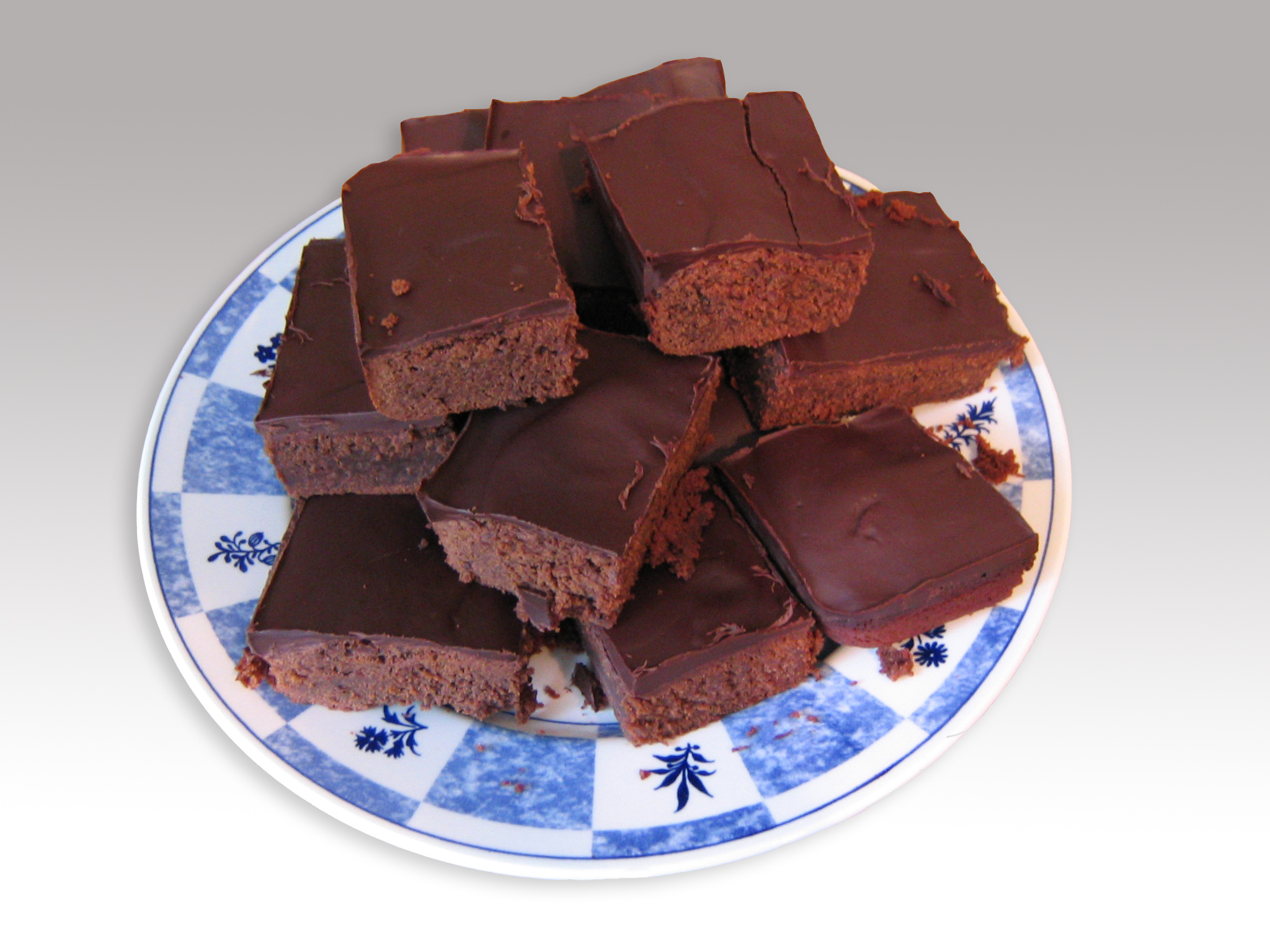
Брауні
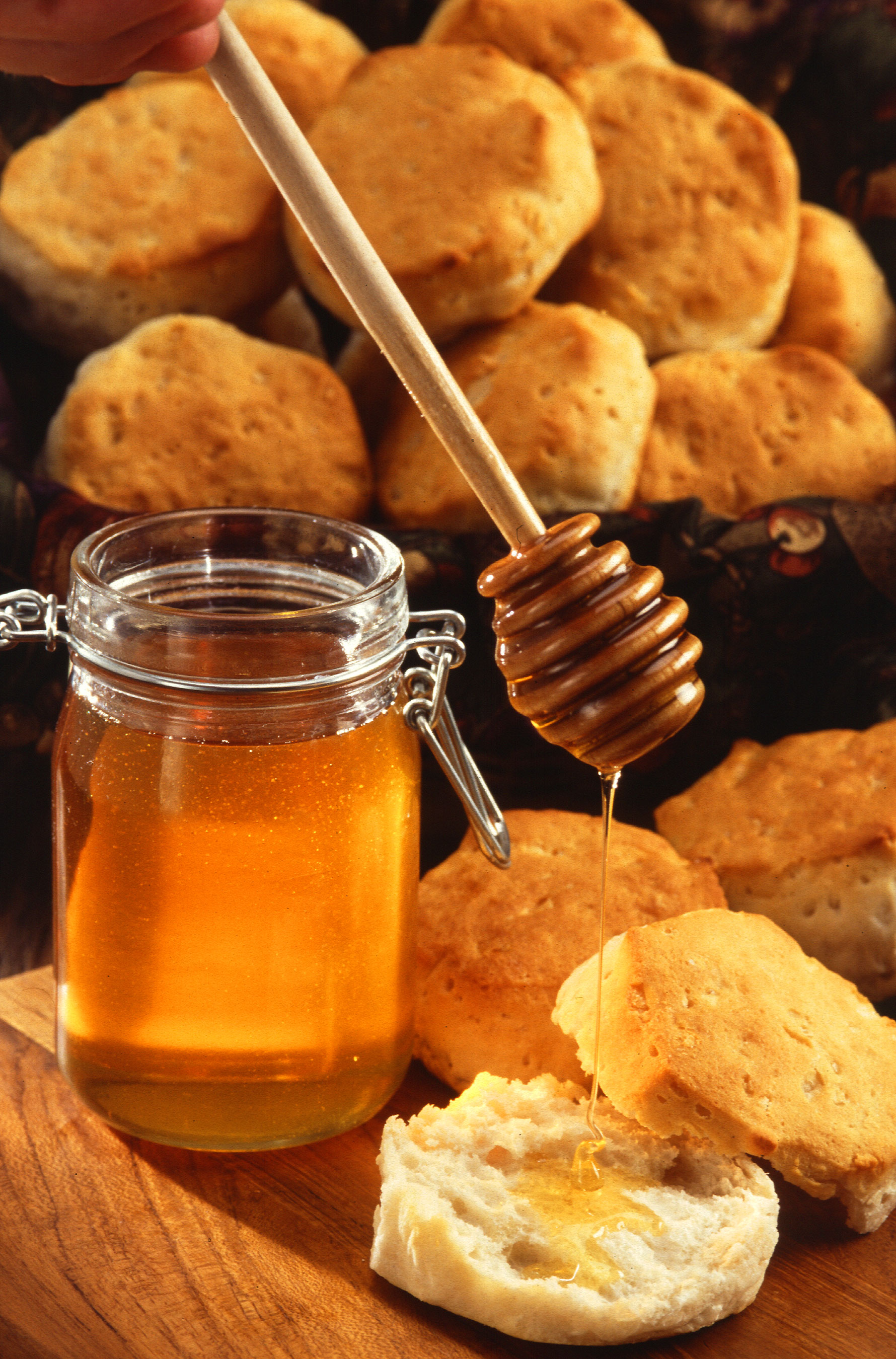
Бісквіти, традиційні на південному заході США